# Ле-Гуре
Ле-Гуре́ (фр. Le Gouray, брет. Gorre) — коммуна во Франции, находится в регионе Бретань. Департамент — Кот-д’Армор. Входит в состав кантона Коллине. Округ коммуны — Динан.
Код INSEE коммуны — 22066.

## География
Коммуна расположена приблизительно в 370 км к западу от Парижа, в 65 км западнее Ренна, в 30 км к юго-востоку от Сен-Бриё.

## Население
Население коммуны на 2008 год составляло 1140 человек.
| 1962 | 1968 | 1975 | 1982 | 1990 | 1999 | 2008 |
| ---- | ---- | ---- | ---- | ---- | ---- | ---- |
| 1028 | 1068 | 988  | 932  | 944  | 939  | 1140 |

## Экономика
В 2007 году среди 655 человек в трудоспособном возрасте (15—64 лет) 487 были экономически активными, 168 — неактивными (показатель активности — 74,4 %, в 1999 году было 72,8 %). Из 487 активных работали 455 человек (250 мужчин и 205 женщин), безработных было 32 (14 мужчин и 18 женщин). Среди 168 неактивных 51 человек были учениками или студентами, 70 — пенсионерами, 47 были неактивными по другим причинам.

## Достопримечательности
- Замок Мот-Бас (XVIII век). Исторический памятник с 1975 года[3]
- Мост Планшетт (1925 год)

## Фотогалерея

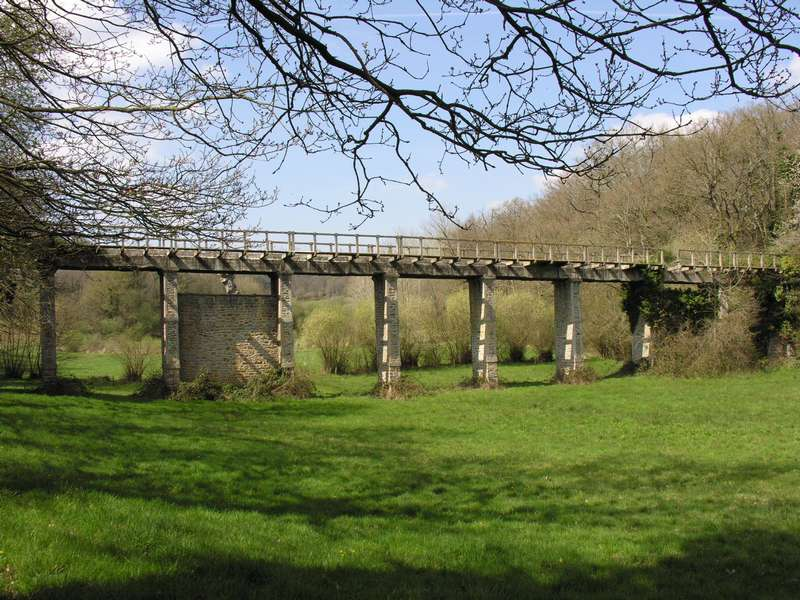
Мост Планшетт
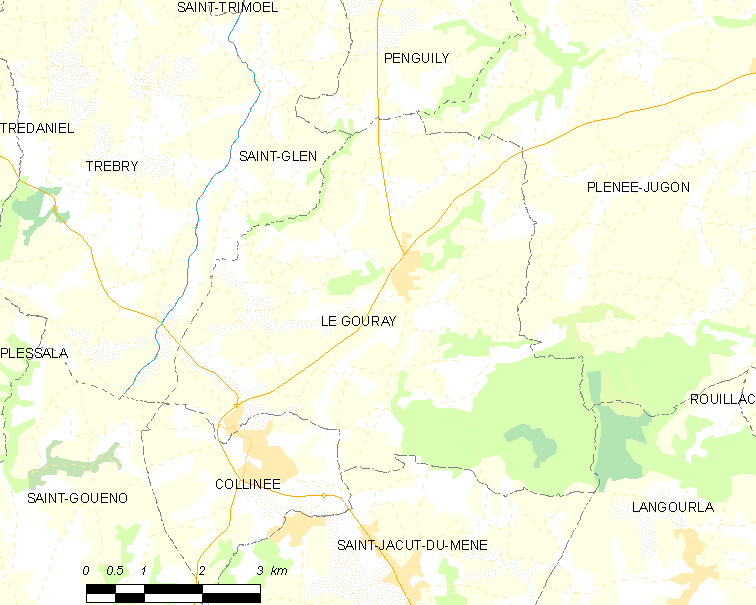
Карта коммуны